# Josée Dayan
Josée Dagnant, dita Josée Dayan (Tolosa de Llenguadoc. 6 d'octubre de 1943) és una guionista i directora de cinema francesa.

## Biografia

### Joventut
El seu nom real és Josée Dagnant, va néixer a Tolosa de Llenguadoc i després va créixer a Alger. El seu pare, Albert Dagnant (nascut Albert Ben Dayan), és un director de televisió (RTF France V a Alger), cantant d'òpera i actor. El seu pare té orígens jueus algerians i italians La seva àvia paterna era propietària d'un cinema a Alger.
A la dècada de 1960, va assistir a classes a l'institut des hautes études cinématographiques.

### Carrera
Josée Dayan va començar filmant obres de teatre, després va produir nombroses pel·lícules de televisió i episodis de sèries. És coneguda per les seves adaptacions d'obres literàries com Le Comte de Monte-Cristo, amb Gérard Depardieu, que va assolir 15 milions d'espectadors el 1998, Les Misérables (2000), Les Liaisons Dangereuses (2003), amb Catherine Deneuve, Milady (2004) amb Arielle Dombasle i Les Rois maudits (2005).
Li devem diverses pel·lícules històriques de televisió, en particular La Rivière Espérance (1995), Balzac (1999), amb Gérard Depardieu al paper principal, i el 2008 les telefilmes Marie-Octobre, amb Nathalie Baye, i ' 'Château en Suède, una adaptació de l'obra de Françoise Sagan, amb Guillaume Depardieu.
Va rodar diversos llargmetratges, entre ells Plein fer (1990), sense entrar realment al cinema. El 2001, va dirigir Cet amour-là, en un episodi de la vida de Marguerite Duras (interpretada per Jeanne Moreau), però que no pot rellançar. El 2008, va començar a treballar en una sèrie de quatre pel·lícules de televisió adaptades de Fred Vargas i interpretades per Jean-Hugues Anglade. També va dirigir un documental estrenat als cinemes l'any 1979 i dedicat a Simone de Beauvoir.

Tanmateix, prefereix les obres de televisió a les cinematogràfiques: 
| « | No em veig trigant tres anys a muntar un projecte. Senzillament perquè després de divuit mesos ja no voldria fer-ho. Al cinema, el temps de gestació d'una obra, l'obtenció d'un guió, el finançament, tot és molt més llarg que a la televisió. | » |

També va fer algunes aparicions com a actriu, sobretot el 2005 a la pel·lícula Akoibon de Édouard Baer i Basada en fets reals de Roman Polanski el 2017.
Ha produït enregistraments d'òperes i obres de teatre com Les noces de Fígaro de Mozart el 1980 o L'Ex-femme de ma vie, obra de Josiane Balasko el 1989.
Des del 2015, ha produït la sèrie Capitaine Marleau a France 3 i France 2.

### Vida privada
Josée Dayan és obertament lesbiana: 
| « | Per què amagar-ho? Va ser completament natural per a mi. En convertir-me en una persona mediàtica, vaig pensar que podria servir d'exemple per a persones que no s'atrevien. | » |

### Compromís
El desembre de 2023 fou signataria del polèmic fòrum N'effacez pas Gérard Depardieu que té com a objectiu sobretot defensar la presumpció d'innocència de Gérard Depardieu, aleshores acusat de violació, agressió sexual i assetjament sexual. A continuació, expressa les seves reserves i explica sobre la seva signatura «[Em] penedeixo de la picota sistemàtica» i no vol retirar-la "de moment".

## Filmografia

### Com a directora
Cinema
- 1979 : Simone de Beauvoir (documental)
- 1990 : Plein fer
- 2001 : Cet amour-là

Televisió
Telefilms
- 1974 : De vagues herbes jaunes
- 1975 : Au fil des rues... à Gennevilliers
- 1977 : Le Naufrage de Monte-Cristo
- 1978 : La Femme rompue
- 1980 : L'Embrumé
- 1980 : Les Noces de Figaro de Mozart (captation)
- 1982 : Le Retour d'Élisabeth Wolff, segons la novel·la d'Hubert Monteilhet Le Retour des cendres'
- 1984 : Les Autres Jours
- 1985 : Le Deuxième Couteau
- 1987 : Je tue à la campagne
- 1987 : Les Passions de Céline
- 1988 : Tourbillons
- 1989 : La Danse du scorpion
- 1989 : L'Ex-femme de ma vie de Josiane Balasko (captation)
- 1989 : Le Retour de Lemmy Caution
- 1989 : À corps et à cris
- 1990 : Le Pitre
- 1992 : Un flic pourri
- 1992 : Jo et Milou
- 1992 : Amour et Chocolat
- 1993 : Le Vin qui tue
- 1994 : Mort d'un gardien de la paix
- 1994 : Les Nuiteux
- 1995 : Victor et François
- 1995 : L'Enfant en héritage
- 1996 : L'Enfant du secret
- 1996 : Une clinique au soleil (també : La Passion du docteur Bergh)
- 1996 : Les Liens du cœur
- 1997 : Les Héritiers
- 1999 : Balzac
- 2001 : L'Étrange Monsieur Joseph
- 2001 : Zaïde, un petit air de vengeance
- 2001 : Attila
- 2003 : Les Parents terribles
- 2004 : Milady
- 2006 : La Comtesse de Castiglione
- 2008 : Marie-Octobre
- 2008 : Château en Suède
- 2008 : Sous les vents de Neptune
- 2008 : L'Homme aux cercles bleus
- 2009 : L'homme à l'envers
- 2009 : Un lieu incertain
- 2009 : Mourir d'aimer
- 2009 : Folie douce
- 2010 : Ni reprise, ni échangée
- 2011 : Bouquet final
- 2011 : La Mauvaise Rencontre
- 2011 : Raspoutine
- 2012 : Nos retrouvailles
- 2012 : La Solitude du pouvoir
- 2013 : Le Clan des Lanzac
- 2013 : Indiscrétions
- 2014 : Entre vents et marées[7]
- 2017 : La Tueuse caméléon
- 2019 : Quand sort la recluse
- 2023 : Adieu vinyle

Sèries de televisió
- 1983 : Les Amours romantiques (1 episodi)
- 1984 : Les Amours des années 50 (1 episodi)
- 1988 : Le Chevalier de Pardaillan
- 1988 : Sueurs froides (2 episodis)
- 1991 : Navarro : 2 episodis)
- 1991-1992 : Le Gang des tractions (minisèrie ; 3 episodis)
- 1992 : Le JAP, juge d'application des peines (2 episodis)
- 1993-1996 : Julie Lescaut (7 episodis)
- 1994 : La Guerre des privés (2 episodis)
- 1995 : La Rivière Espérance (9 episodis)
- 1998 : Marc Eliot (4 episodis)
- 1998 : Le Comte de Monte-Cristo (4 episodis)
- 1999 : Les Bœuf-carottes (2 episodis)
- 2000 : Les Misérables (4 episodis)
- 2003 : Les Liaisons dangereuses (2 episodis)
- 2005 : Les Rois maudits (5 episodis)
- 2008 : Diane, femme flic (1 episodi)
- 2015-en curs : Capitaine Marleau (29 episodis)[8]
- 2022 : Diane de Poitiers (2 episodis)

### Com actriu
- 2005 : Akoibon d'Édouard Baer : Jacqueline Pommard
- 2017 : Basada en fetes reals de Roman Polanski : Karina, l'editora